# Alligatorhecht

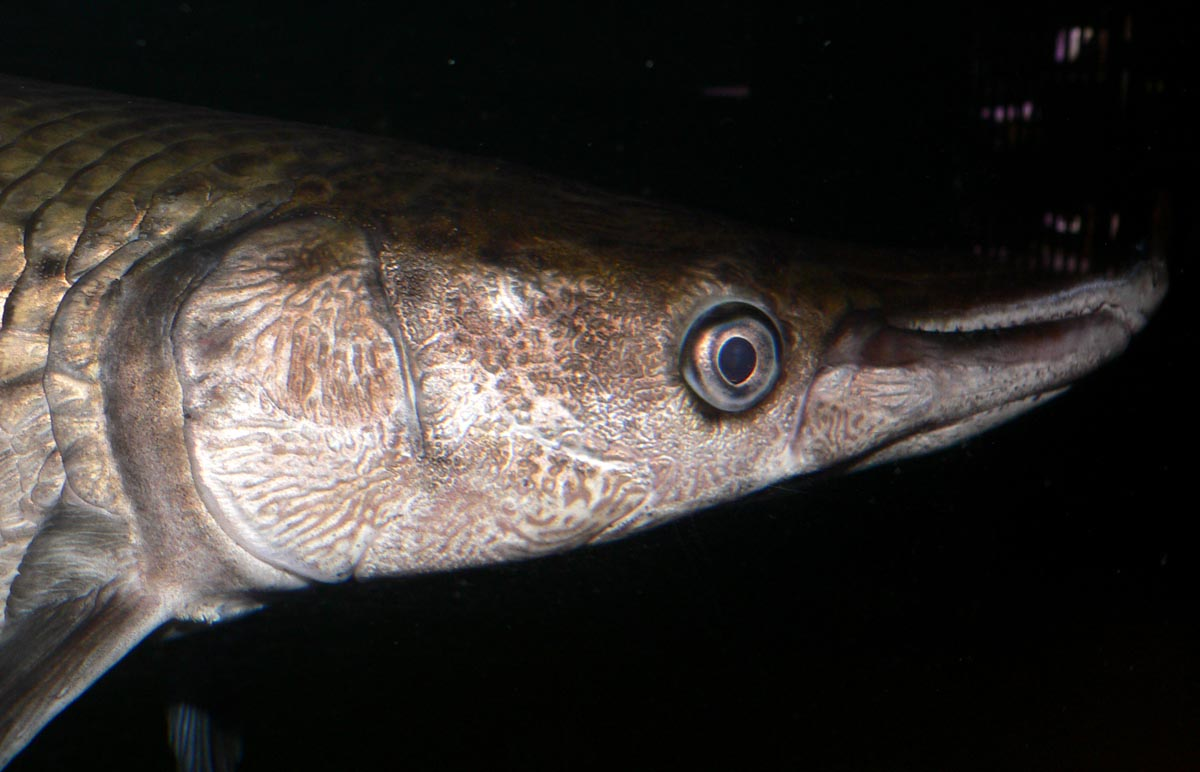
Kopf des Alligatorhechtes

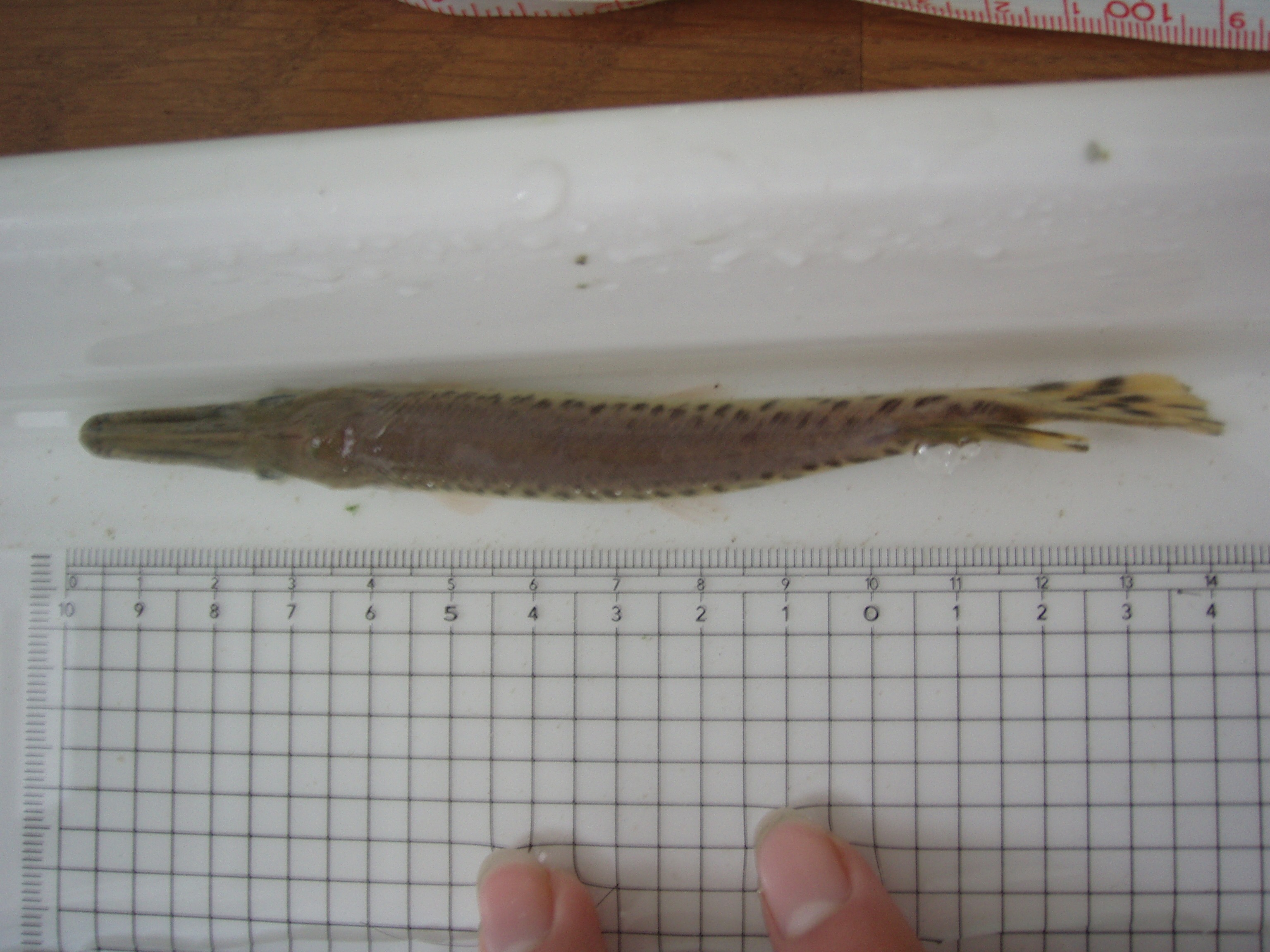
Jungtier in einem Fischzuchtbetrieb

Der Alligatorhecht (Atractosteus spatula), mitunter auch Kaimanfisch genannt, ist ein Süßwasserfisch, der auch in Brackwasser leben kann und aus Nordamerika stammt. Mit einer nachgewiesenen Länge von über drei Metern und einem Gewicht von über 130 Kilogramm zählt er zur sogenannten Megafauna und ist der größte nicht ausgestorbene Knochenhecht (Lepisosteidae).
Alligatorhechte haben als Angehörige der Gattung Atractosteus eine Doppelreihe großer Zähne im Oberkiefer. Ihnen verdanken sie ihren deutschen und englischen Namen. Die Erstbeschreibung der Art erfolgte 1803 durch Lacépède, jedoch damals noch unter dem wissenschaftlichen Namen Lepisosteus spatula.

## Verbreitung und Lebensraum
Der Alligatorhecht lebt im Stromgebiet des Mississippi River vom südwestlichen Ohio und südlichen Illinois bis zum Golf von Mexiko, in Texas und im östlichen Mexiko bis nach Veracruz und im westlichen Florida.
Außerhalb ihrer natürlichen Verbreitungsgebiete wurden Alligatorhechte unter anderem in Nicaragua und im Kaspischen Meer, vor der Küste von Turkmenistan, angetroffen.
In Thailand werden Alligatorfische als „Pla Jorake“ unter anderem von Sportanglern bejagt.
Als Lebensraum bevorzugen die Fische große, unverbaute Flüsse mit langsamer Strömung und Altwasserbereiche sowie Buchten und Flussmündungen, wobei sie auch in Brackwasser anzutreffen sind. Aufgrund ihrer hohen Salztoleranz sind Alligatorfische mitunter sogar für kurze Zeit im Meer unterwegs.

## Merkmale
Alligatorhechte haben einen hechtartigen, langgestreckten Körperbau und sind von dunkler, olivgrüner Farbe, wobei der Rücken dunkler gefärbt ist. Die fleckig gemusterten Flanken sind dagegen heller gefärbt und glänzen silbrig. Die kräftigen Rücken- und Afterflossen sind mit dunkelbraunen Flecken bedeckt und sitzen weit hinten am Körper. Der Oberkiefer ist mit zwei Reihen spitzer, großer Zähne ausgestattet.
Die mit einer harten Schmelzschicht verstärkten Ganoidschuppen sind rautenförmig und miteinander verzahnt, anstatt wie bei anderen Fischen zu überlappen. So bilden sie einen stabilen Panzer.
Wenn der Sauerstoffgehalt im Wasser für andere Fische bereits knapp wird, hat der Alligatorhecht durch seine gekammerte Schwimmblase die Möglichkeit Luft zu atmen.

## Lebensweise
Der Alligatorhecht ist ein Stoßräuber, der reglos auf vorbeischwimmende Beute wartet. Als Lauerjäger ernährt er sich überwiegend von Fischen, aber auch Wassergeflügel, Schildkröten und kleine Alligatoren zählen zum Nahrungsspektrum des Knochenhechts.
Weibliche Alligatorhechte werden mit etwa elf Jahren geschlechtsreif, männliche Tiere mit rund sechs Jahren. Weibchen können bis zu 50 Jahre alt werden, während bei Männchen nur ein Alter von 26 Jahren nachgewiesen werden konnte.

## Stammesgeschichte und Fossilfunde
Heute leben nur noch sieben Arten von Knochenhechten, während Panzerfische der verwandten Gattung Semionotus vollständig ausgestorben sind. Im Mesozoikum zählten Knochenhechte zu den erfolgreichsten Fischgruppen überhaupt. Sie besiedelten damals weltweit unterschiedliche ökologische Nischen, wobei sie sowohl im Süßwasser als auch in den Weltmeeren vertreten waren.
Die ältesten Fossilfunde stammen aus der Kreidezeit und sind über 100 Millionen Jahre alt. Somit zählen Alligatorfische zu den sogenannten „Lebenden Fossilien“.
Übersicht der sieben rezenten Knochenhechte, die entweder zu der Gattung Atractosteus oder Lepisosteus gezählt werden:
- Atractosteus
  - Tropischer Knochenhecht
  - Kubanischer Knochenhecht
  - Alligatorhecht
- Lepisosteus
  - Gefleckter Knochenhecht
  - Florida-Knochenhecht
  - Gemeiner Knochenhecht
  - Kurzschnauzen-Knochenhecht

## Gefährdung
Durch die Gefährdung ihres Lebensraumes nimmt der Bestand der Alligatorhechte ab. Noch ist nicht klar, durch welche internationalen Schutzmaßnahmen das Überleben von Vertretern der sogenannten Megafauna, zu der neben den Stören auch Knochenfische zählen, dauerhaft gesichert werden kann.

## Nutzung

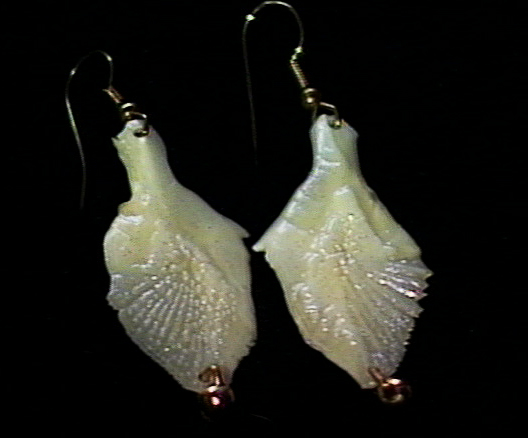
Ohrringe aus den Schuppen des Alligatorfischs

Die indigenen Völker Nordamerikas verwendeten Alligatorhecht-Schuppen, um Pfeil- und Speerspitzen sowie traditionellen Schmuck daraus herzustellen.
Auf Kuba werden Alligatorfische als Speisefisch in Aquakulturen gehalten.

## Trivia

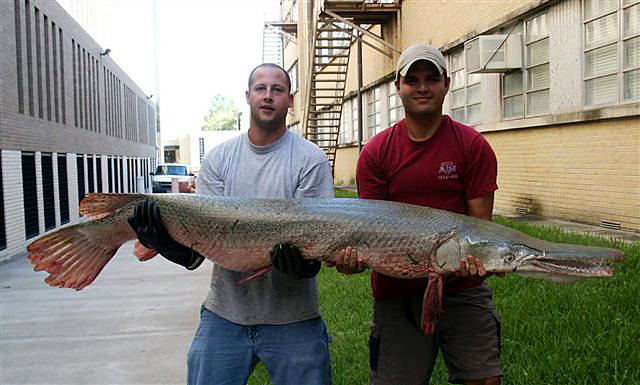
Ein knapp 2 m langer, 58 kg schwerer Alligatorhecht, gefangen im Brazos River, Texas

Im Rio Grande wurde 1951 ein Alligatorhecht gefangen, der angeblich 126 kg (279 lb) wog. Das maximal veröffentlichte Gewicht eines gefangenen Alligatorhechts betrug 138 Kilogramm.
2022 wurden eingeschleppte Exemplare in mindestens 8 Provinzen Chinas gefangen.